# Enseignement supérieur au Québec

Carte des universités du Québec.

 (mai 2025).
Au Québec, l'enseignement supérieur est composé de l'enseignement collégial et de l'enseignement universitaire. Depuis septembre 2012, il est rattaché au ministère de l'Enseignement supérieur, de la Recherche, de la Science et de la Technologie.
La quasi-totalité des universités québécoises offrent des programmes d'études supérieures. Ce n'est toutefois pas le cas de l'Université Bishop's.

## Enseignement collégial
L'enseignement collégial au Québec correspond à un niveau d'études supérieures situé entre l'enseignement secondaire et l'enseignement universitaire. Il permet d'obtenir un diplôme d'études collégiales (DEC) ou une attestation d'études collégiales (AEC). Il existe deux principaux cheminements : les formations pré-universitaires qui préparent pour l'université et les formations techniques qui peuvent mener directement à la pratique d'un métier ou à l'université. La formation collégiale comporte également de cours généraux obligatoires tel que le français/littérature, l'anglais, la philosophie et l'éducation physique. L'enseignement collégial est dispensé dans trois différents types d'établissement : les collèges publics (Cégep), les collèges privés subventionnés ou non et les établissements affiliés. L'enseignement collégial et tous les types d'établissements sont souvent appelés cégep dans le langage populaire au Québec. Le terme cégep désigne un type d'établissement d'enseignement collégial et non l'ensemble du système.
Le système collégial est divisé en deux principaux cheminements menant à l'obtention d'un Diplôme d'études collégiales (DEC) ou d'une Attestation d’études collégiales (AEC). L'attestation est délivrée par le collège, contrairement au DEC qui est délivré par le ministère. Les cheminements possibles sont les formations pré-universitaires ou les formations techniques. Plusieurs programmes sont offerts pour chaque type de formations.
Pour le DEC, chaque programme comprend les cours de formation générale obligatoire et les cours de spécialisation. L'AEC est un cheminement technique court qui comprend seulement les cours de spécialisation.

### Histoire
Le système collégial a été créé dans le but de donner un accès équitable à l'éducation supérieure et d'harmoniser le système d'éducation provincial. Avant l'adoption des recommandations du rapport Parent en 1967, il existait un bas niveau de scolarité parmi les Québécois francophones, et l'admission aux universités était plutôt difficile. Cette loi a changé le système d'éducation au Québec. Elle est à la base de la création du ministère de l'Éducation et de nouveaux niveaux scolaires dont un niveau avant l'école primaire (la maternelle) et un niveau collégial.
En 1967, l'Assemblée nationale du Québec par l'adoption de la loi 60, crée un système de collèges publics, les collèges d'enseignement général et professionnel (cégeps).

### Formation générale
Les cours de formation générale sont obligatoires pour l'obtention du DEC. Ils sont repartis sur la durée du programme et comprennent :
- 4 cours de français-littérature (ou anglais pour les collèges anglophones) ;
- 3 cours de philosophie ;
- 2 cours d'anglais (ou autre langue seconde pour les collèges anglophones) ;
- 3 cours d'éducation physique ;
- 2 cours complémentaires non reliés au champ d'études (la sélection varie selon les établissements).

### Pré-universitaires
Les programmes pré-universitaires d'une durée de deux ans offrent une formation générale dans un champ particulier permettant d'accéder à l'université. Il existe neuf programmes différents soient :
- Arts, lettres et communication ;
- Arts visuels ;
- Danse ;
- Histoire et civilisation ;
- Musique ;
- Sciences de la nature ;
- Sciences humaines ;
- Sciences informatiques et mathématiques ;
- Sciences, lettres et arts.

### Techniques
Les programmes techniques d'une durée de trois ans offre une formation spécialisée dans un domaine qui permet d'accéder directement au marché du travail. L'étudiant ayant complété un DEC technique peut également poursuivre des études universitaires. Un programme technique peut également mener à une AEC, par contre, ce programme est développé par l'établissement.
Le choix des programmes varient selon les établissements. Parfois la situation géographique de l'établissement influence le type de programme offert dû à la présence d'entreprises d'industries ou de ressources.

### Établissements d'enseignement collégial

#### Collège d'enseignement général et professionnel (Cégep)
Un collège d'enseignement général et professionnel (cégep) est un établissement d'enseignement collégial public. Ce type d'établissement est communément appelé cégep tout simplement. Il est régie par la loi sur les collèges d'enseignement général et professionnel (cégeps).
Chaque cégep est un collège public indépendant, administré par un conseil élu de membres de la communauté, dont notamment des parents, enseignants et étudiants.
Plusieurs cégeps gèrent un ou plusieurs centres collégial de transfert de technologie.

#### Collèges privés
Un collège privé est un établissement d'enseignement collégial privé autorisé à offrir la formation collégiales en vertu de la Loi sur l'enseignement privé. Les établissements privés peuvent être subventionnés ou non. Ils offrent les mêmes types de programmes que les collèges publics et mènent également au DEC. Certains collèges offrent une formation spécialisée dans un domaine professionnel particulier.
Les établissements non-subventionnés offrent des programmes d'études techniques dans un domaine spécifique. Il s'agit généralement d'un programme court menant à une AEC destinés aux adultes. Certains de ces établissement offrent également des programmes menant au DEC.

#### Établissements publics affiliés
Il existe également des établissements d'enseignement collégial publics relevant d'un ministère différent ou d'une université. Il y a quatre établissements de ce type autorisés à offrir la formation collégiale:
- Conservatoire de musique et d'art dramatique du Québec, relevant du ministère de la Culture et des Communications ;
- Institut de technologie agroalimentaire, relevant du Ministère de l'Agriculture, des Pêcheries et de l'Alimentation ;
- Institut de tourisme et d'hôtellerie du Québec, relevant du Ministère de l'Éducation et de l'Enseignement supérieur ;
- Campus Macdonald, relevant de l'Université McGill (dans le domaine agricole).

Ces établissements possèdent généralement plusieurs sites d'enseignement pour assurer une présence dans différentes villes.

### Équivalence
L'expression collège est utilisée différemment dans différents pays, par exemple, aux États-Unis, le terme college est synonyme d'université et en France, il désigne l'enseignement correspondant au secondaire. Un élève au Québec termine généralement son enseignement secondaire après 11 années d'étude (6 années au primaire et 5 années au secondaire), comparativement à 12 années dans les autres provinces canadiennes et aux États-Unis (6 années au primaire et 6 années au secondaire). Pour accéder à l'éducation universitaire à l'extérieur du Québec, ces étudiants doivent compenser pour l'année de scolarité manquante. L'éducation collégiale équivaut aux niveaux de première et de terminale en France.

## Enseignement universitaire
L'enseignement universitaire au Québec est un palier d'études qui suit l'enseignement collégial. Il est offert dans des universités. L'enseignement universitaire comprend trois cycles d'études. Le premier cycle (programmes de baccalauréat, certificat, doctorat de premier cycle, etc.), le deuxième cycle (programmes de maîtrise et de DESS) et le troisième cycle (programmes de doctorat).

### Premier cycle
Il existe plusieurs types d'études de premier cycle universitaire : le certificat (30 crédits), la mineure (30 crédits), la majeure (60 crédits), le baccalauréat (90 ou 120 crédits) et le doctorat professionnel (plus de 150 crédits).

#### Certificat
Le certificat est un programme qui vise à explorer les bases d'une discipline (on parle alors d'un certificat général) ou encore à se spécialiser autour d'une problématique disciplinaire ou interdisciplinaire (on peut alors parler de certificat professionnel). Il est d'une durée d'un an à 2 ans et demi et comprend 30 crédits.
Plusieurs certificats peuvent être jumelés à d'autres programmes ou constituer la première partie d'un programme de baccalauréat. Certaines institutions acceptent qu'un étudiant ayant complété trois certificats soit reconnu comme ayant complété un « baccalauréat par cumul de certificats »,,.

#### Mineure et majeure
Ce sont deux types de diplômes qui peuvent être combinés afin de former l'équivalent d'un bac. Il faut trois mineures ou une mineure et une majeure pour obtenir un baccalauréat. Généralement, une mineure représente 30 crédits et une majeure, 60. La mineure et la majeure permettent à l'étudiant d'avoir un bac plus personnalisé et plus diversifié.

#### Baccalauréat
Le programme de premier cycle le plus commun est le baccalauréat. Inspiré de la tradition d'éducation anglo-saxonne, le baccalauréat québécois est d'une durée générale de 3 ans. Il comprend généralement 90 crédits. Cependant, de plus en plus de baccalauréats s'effectuent en 4 ans (120 crédits), notamment en génie et en éducation.

#### Doctorat de premier cycle
Le doctorat de premier cycle est d'une durée de 4 à 5 ans et contient plus de 150 crédits. Il existe dans les programmes menant à certaines professions médicales où la réussite d'un doctorat est nécessaire : doctorat en médecine (minimum 200 crédits), médecine dentaire (182 crédits), pharmacie (164 crédits), médecine vétérinaire (195 crédits) et optométrie (157 crédits).

### Deuxième cycle
Au deuxième cycle existe principalement deux types de programmes : les maîtrises et les diplômes d'études supérieures spécialisées.

### Troisième cycle
Le troisième cycle comprend des programmes comme ceux de doctorat.

### Établissements universitaires
| Nom                                            | Ville de l'établissement principal | Statut linguistique |
| ---------------------------------------------- | ---------------------------------- | ------------------- |
| École de technologie supérieure                | Montréal                           | Francophone         |
| École nationale d'administration publique      | Québec                             | Francophone         |
| HEC Montréal                                   | Montréal                           | Francophone         |
| Institut national de la recherche scientifique | Québec                             | Francophone         |
| Polytechnique Montréal                         | Montréal                           | Francophone         |
| Université Bishop's                            | Sherbrooke                         | Anglophone          |
| Université Concordia                           | Montréal                           | Anglophone          |
| Université de Montréal                         | Montréal                           | Francophone         |
| Université de Sherbrooke                       | Sherbrooke                         | Francophone         |
| Université du Québec                           | Québec                             | Francophone         |
| Université du Québec en Abitibi-Témiscamingue  | Rouyn-Noranda                      | Francophone         |
| Université du Québec à Chicoutimi              | Saguenay                           | Francophone         |
| Université du Québec en Outaouais              | Gatineau                           | Francophone         |
| Université du Québec à Montréal                | Montréal                           | Francophone         |
| Université du Québec à Rimouski                | Rimouski                           | Francophone         |
| Université du Québec à Trois-Rivières          | Trois-Rivières                     | Francophone         |
| Université Laval                               | Québec                             | Francophone         |
| Université McGill                              | Montréal                           | Anglophone          |